# Miskolc polgármestereinek listája

## 1873 és 1950 között
- Losonczi Farkas Károly (1867–1878); 1867–73 között városbíró, utána polgármester
- Soltész Nagy Kálmán (1878–1901); Miskolc elválik a diósgyőri koronauradalomtól, elindul az önállósodás útján
- Kovács Lajos (1902. június–szeptember); megválasztott polgármesterként, az eskü letétele ellenére nem tudott polgármesterként tevékenykedni
- Szentpáli István (1902–1912); az ő nevéhez fűződik Miskolc törvényhatóságú joggal felruházott várossá emelése (1911), 1912 és 1917 között a város parlamenti képviselője
- Nagy Ferenc (1912–1917)
- Szentpáli István (másodszor) (1917–1922)
- Hodobay Sándor (1922–1935)
- Halmay Béla (1935–1938)
- Fekete Bertalan (1938–1943)
- Szlávy László (1943–1944); a fajvédő polgármester
- Honti Béla (1944. május–július); polgármester-helyettesi beosztásban látta el a polgármesteri funkciókat
- Gálffy Imre (1944–1949)
- Tóth Dezső (1949–1950), 1950–54 között tanácselnök-helyettes

A törvényhatóságú joggal felruházott város fogalma, illetve a polgármesteri tisztség 1950-ben megszűnt, miután bevezették a tanácsrendszert, amely 1990-ben szűnt meg. Miskolc tanácselnökei a szocializmus alatt az alábbi személyek voltak:
- Benyák Béla (1950–1951)
- Moravszky Antal (1951–1954)
- Hajdú Rezső (1954–1956)
- Szinvavölgyi József (1956)
- Fazekas László (1957)
- Kovács Sándor (1957–1958)
- Dr. Fekete László (1958–1971)
- Bárczi Béla (1971–1974)
- Rózsa Kálmán (1974–1985)
- Kovács László (1985–1990) [1][2]

## 1990 óta
| Név                        | Jelölő szervezet | Terminus  | Megjegyzés / Források |
| -------------------------- | --- | --------- | --- |
| Csoba Tamás (1945–1993)    | Fidesz | 1990–1993 | Az 1990-es polgármester-választásról, a Nemzeti Választási Iroda publikus nyilvántartása alapján csak a végeredmény ismerhető meg.                                            |
| T. Asztalos Ildikó (1950–) | SZDSZ | 1993–1994 | 1990-től önkormányzati képviselő, majd Csoba Tamás halála után polgármester.                                                                                                  |
| Kobold Tamás (1953–2022)   | KDNP | 1994–2002 | Az 1994. december 11-én megtartott választáson a 47 754 érvényesen leadott szavazatból, öt jelölt közül 17 632 szavazatot szerzett meg, amivel 36,92 %-os eredményt ért el.   |
| Kobold Tamás (1953–2022)   | Fidesz | 1994–2002 | Az 1998. október 18-án megtartott választáson az 54 643 érvényesen leadott szavazatból, négy jelölt közül 26 356 szavazatot szerzett meg, amivel 48,23 %-os eredményt ért el. |
| Káli Sándor (1951–)        | MSZP-SZDSZ | 2002–2010 | A 2002. október 20-án megtartott választáson a 62 728 érvényesen leadott szavazatból, öt jelölt közül 40 221 szavazatot szerzett meg, amivel 64,12 %-os eredményt ért el.     |
| Káli Sándor (1951–)        | MSZP-SZDSZ | 2002–2010 | A 2006. október 1-jén megtartott választáson a 65 752 érvényesen leadott szavazatból, négy jelölt közül 37 022 szavazatot szerzett meg, amivel 56,31 %-os eredményt ért el.   |
| Kriza Ákos (1965–2021)     | Fidesz-KDNP | 2010–2019 | A 2010. október 3-án megtartott választáson az 59 690 érvényesen leadott szavazatból, négy jelölt közül 25 417 szavazatot szerzett meg, amivel 42,58 %-os eredményt ért el.   |
| Kriza Ákos (1965–2021)     | Fidesz-KDNP | 2010–2019 | A 2014. október 12-én megtartott választáson az 59 547 érvényesen leadott szavazatból, nyolc jelölt közül 25 231 szavazatot szerzett meg, amivel 42,37 %-os eredményt ért el. |
| Veres Pál (1962–)          | Függetlenek a Szinva Városáért Egyesület-MSZP-Momentum-Párbeszéd-Jobbik-LMP-DK-Mindenki Magyarországa Mozgalom-Velünk a Város Lokálpatrióta Egyesület | 2019–2024 | A 2019. október 13-án megtartott választáson a 64 111 érvényesen leadott szavazatból, öt jelölt közül 35 135 szavazatot szerzett meg, amivel 54,8 %-os eredményt ért el.      |
| Tóth-Szántai József        | Pont Mi Lokálpatrióták Egyesülete-Fidesz-KDNP | 2024–     | A 2024. június 9-én megtartott választáson a 61 434 érvényesen leadott szavazatból, hét jelölt közül 24 695 szavazatot szerzett meg, amivel 40,2%-os eredményt ért el.        |

## Polgármester-választások eredményei Miskolcon
A 2024-es polgármester-választás eredménye
| Jelölt neve            | Jelölő szervezet                       | Szavazatok száma | Szavazatok aránya |
| ---------------------- | -------------------------------------- | ---------------- | ----------------- |
| Tóth-Szántai József    | Pont Mi Egyesület, FIDESZ, KDNP        | 24 695           | 40,20%            |
| Barkai László Lajos    | DK, LMP-Zöldek, MSZP, Párbeszéd-Zöldek | 13 591           | 22,12%            |
| Varga Andrea Klára     | Függetlenek SZIVE, Jobbik, Momentum    | 8321             | 13,54%            |
| Lehoczki-Spider László | Nép Pártján                            | 7554             | 12,30%            |
| Pakusza Zoltán         | Mi Hazánk                              | 4277             | 6,96%             |
| Dohány András          | Független                              | 2453             | 3,99%             |
| Fintor Zsolt           | Független                              | 543              | 0,88%             |

A 2019-es önkormányzati választás eredménye
| Jelölt neve           | Jelölő szervezet                                                                           | Szavazatok száma | Szavazatok aránya |
| --------------------- | ------------------------------------------------------------------------------------------ | ---------------- | ----------------- |
| Veres Pál             | Függetlenek SZIVE – MSZP – Momentum – Párbeszéd – Jobbik – LMP – DK – MMM – Velünk a Város | 35 135           | 54,8%             |
| Alakszai Zoltán       | Fidesz-KDNP                                                                                | 26 177           | 40,83%            |
| Pakusza Zoltán        | Mi Hazánk                                                                                  | 2158             | 3,37%             |
| Kopcsó Gábor          | Új Lendület Miskolcért                                                                     | 412              | 0,64%             |
| Fülöp József Istvánné | Munkáspárt                                                                                 | 229              | 0,36%             |

A 2014-es polgármester-választás eredménye
| Jelölt neve         | Jelölő szervezet               | Szavazatok száma | Szavazatok aránya |
| ------------------- | ------------------------------ | ---------------- | ----------------- |
| Kriza Ákos          | FIDESZ-KDNP                    | 25 231           | 42,37             |
| Pásztor Albert      | MSZP-DK-Miskolc Lokálpatrióták | 19 808           | 33,26             |
| Jakab Péter         | JOBBIK                         | 12 225           | 20,53             |
| Csontos Róbert      | LMP                            | 749              | 1,26              |
| Rózsa Edit          | MLP                            | 459              | 0,77              |
| Kovács István       | MUNKÁSPÁRT                     | 408              | 0,69              |
| Váradi Gábor Elemér | MCP                            | 414              | 0,7               |
| Sallai István       | Független                      | 253              | 0,42              |

A 2010-es polgármester-választás eredménye
| Jelölt neve    | Jelölő szervezet | Szavazatok száma | Szavazatok aránya |
| -------------- | ---------------- | ---------------- | ----------------- |
| Kriza Ákos     | FIDESZ-KDNP      | 25 417           | 42,58             |
| Káli Sándor    | MSZP             | 22 666           | 37,97             |
| Szegedi Márton | Jobbik           | 10 121           | 16,96             |
| Hircsu Ákos    | SZEME            | 1486             | 2,49              |

A 2006. évi polgármester-választás eredménye
| Jelölt neve           | Jelölő szervezet                                            | Szavazatok száma | Szavazatok aránya |
| --------------------- | ----------------------------------------------------------- | ---------------- | ----------------- |
| Káli Sándor           | Magyar Szocialista Párt, SZDSZ-a magyar liberális párt      | 37 022           | 56,31             |
| Kriza Ákos            | FIDESZ, Kereszténydemokrata Néppárt, Magyar Demokrata Fórum | 26 639           | 40,51             |
| Kobold Tamás          | Függetlenek Miskolci Egyesülete, Miskolci Orvos Társaság    | 1729             | 2,63              |
| Fülöp József Istvánné | Magyar Kommunista Munkáspárt                                | 362              | 0,55              |

A 2002-es polgármester-választás eredménye
| Jelölt neve         | Jelölő szervezet                   | Szavazatok száma | Szavazatok aránya |
| ------------------- | ---------------------------------- | ---------------- | ----------------- |
| Káli Sándor         | MSZP, SZDSZ                        | 40 221           | 64,12             |
| Pelczné Gáll Ildikó | Összefogás Miskolcért, FIDESZ. MDF | 15 279           | 24,36             |
| Kobold Tamás        | MKDSZ                              | 6160             | 9,82              |
| Balázsi Tibor       | Új Miskolcért Egyesület            | 1068             | 1,70              |

Az 1998-as polgármester-választás eredménye
| Jelölt neve        | Jelölő szervezet                  | Szavazatok száma | Szavazatok aránya |
| ------------------ | --------------------------------- | ---------------- | ----------------- |
| Kobold Tamás       | Fidesz, Magyar Polgári Párt       | 26 356           | 48,23             |
| Káli Sándor        | MSZP, Baloldali Ifjúsági Társulás | 21 527           | 39,40             |
| T. Asztalos Ildikó | SZDSZ, Agrárszövetség - NAP       | 5393             | 9,87              |
| Emődi Gyula        | Munkáspárt                        | 1367             | 2,50              |